# Dix-Huit Montagnes

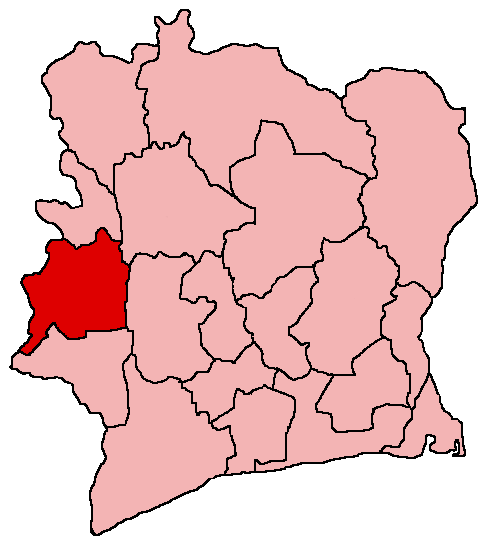
Poloha regionu Dix-Huit Montagnes na mapě Pobřeží slonoviny

Dix-Huit Montagnes byl jedním z 19 regionů republiky Pobřeží slonoviny, které existovaly do roku 2011, kdy proběhla reorganizace územně-správního členění státu. Jeho rozloha činila 16 600 km², v roce 2002 zde žilo 1 125 800 obyvatel. Hlavním městem regionu byl Man. V roce 2011 byl sloučen s regionem Moyen-Cavally do distriktu Montagnes.